# Wiesław Winiarz
Wiesław Winiarz (ur. 30 czerwca 1947, zm. 22 kwietnia 1996) – polski nauczyciel, rolnik, doktor nauk technicznych i urzędnik państwowy, w latach 1990–1994 wicewojewoda przemyski.

## Życiorys
Pochodził z Rokietnicy. W latach 1965–1971 studiował mechanikę na Politechnice Poznańskiej. Pracował następnie w Zakładzie Eksploatacji Sprzętu Rolniczego Instytucie Mechanizacji Rolnictwa Akademii Rolniczej w Lublinie. W 1978 zdobył stopień doktora nauk technicznych, po czym zrezygnował z kariery naukowej i powrócił do Rokitnicy prowadzić rodzinne gospodarstwo rolne. W listopadzie 1978 pracował w Ośrodku Rolniczego Szkolenia Kursowego w Radymnie, następnie od grudnia 1978 zatrudniony jako nauczyciel w Zespole Szkół Rolniczych w Przemyślu.
1 marca 1990 powołany na stanowisko wicewojewody przemyskiego u boku kolejno: Andrzeja Wojciechowskiego (do 31 maja 1990), Jana Musiała (do 28 października 1992), Adama Pęzioła (do 31 grudnia 1993) i Zygmunta Ciupińskiego. W trakcie kadencji uczestniczył jako przedstawiciel władz m.in. w lubaczowskim etapie pielgrzymki Jana Pawła II do Polski w 1991. Funkcję wicewojewody pełnił do 1994 roku, następnie powrócił do etatu nauczyciela. Od 1993 należał do Towarzystwa Przyjaciół Nauk w Przemyślu, wspomagając je organizacyjnie i wygłaszając odczyty, przemówienia i przygotowując dlań filmy.
Zmarł tragicznie 22 kwietnia 1996.